# Escrita uchen
Uchen (དབུ་ཅན་ utɕɛ̃}; diferentes formas de transliteração incluem ucen, u-cen, u-chen, ucan, u-can, uchan, u-chan, and ucän) é a forma em blocos,  não cursiva (“de imprensa”) da escrita tibetana. O nome uchen significa com uma cabeça, sendo o estilo usado para textos impressos ou mesmo para manuscritos formais.
É usada para escrever tanto a língua tibetana quanto a Dzongkha, oficial do Butão. Existe também um número de formas cursivas da escrita tibetana, coletivamente chamadas de escrita umê (em tibetano: དབུ་མེད་; Wylie: dbu-med), "sem cabeça".